# Hèroes del aire
Héroes del aire és una pel·lícula bèl·lica espanyola del 1957 dirigida per Ramón Torrado Estrada amb guió de H.S. Valdés i protagonitzada per Alfredo Mayo, Lina Rosales, Maria Piazzai i Julio Núñez. Fou distribuïda el 19 de maig de 1958 per Arturo González Producciones Cinematográficas. Durant els anys de la postguerra, només 21 pel·lícules espanyoles van representar combats de la Guerra Civil espanyola, i Heroes del aire tracta el tema de manera obliqua en una sèrie de flashbacks.

## Argument
El oronel Rivas (Alfredo Mayo) va ser un atrevit pilot en la guerra civil espanyola. Es casa amb la germana (Lina Rosales) d'un amic (Julio Núñez) en una unitat de la força aèria. Tots dos havien volat pel bàndol nacionalista. Durant la guerra, Rivas havia robat un avió republicà, però fou abatut pel seu amic .
Després de sobreviure a l'atac, a la dècada de 1950, Rivas es converteix finalment en comandant d'un servei de recerca i rescat. Quan un avió de la seva esquadra de rescat aeri s'estavella durant l'aterratge, comença una investigació. Les complicacions d'un intent de xantatge amenacen amb implicar més que el comandant. Al final, la por de ser exposada pel seu paper en l'escàndol que podria destruir a tota la seva família, porta Rivas a rescatar als passatgers terroritzats a bord d'un avió condemnat.

## Repartiment
- Alfredo Mayo – Coronel Rivas
- Lina Rosales – esposa del Coronel Rivas
- Maria Piazzai - Herminia
- Julio Núñez – pilot de la guerra civil
- Jose Marco - pilot
- Thomas Bianco - Ernesto
- Javier Armet - pilot
- Francisco Bernal - Aznar
- Mario Berriatúa - Guzman
- José Calvo - Capità
- Xan das Bolas - Percebe
- Carlos Casaravilla - Ibáñez
- Antonio Casas - Assessor
- Ángel Córdoba - Tinent
- Félix Dafauce - Metge
- Rafael de la Rosa - Soldat
- Francisco Montalvo - Morales
- Antonio Riquelme - Andaluz
- Rufino Inglés - Comandant
- Julio Goróstegui - General
- José Sepúlveda - Comandant Rojo
- Vicente Ávila -Capità

## Producció
Heroes del Aire va ser rodada principalment a l'Aeroport de Madrid-Barajas an Barajas, i a Madrid en 1957. La pel·lícula va ser una de les poques produccions de temàtica militar que van sortir durant la dictadura franquista.

## Recepció
Heroes del Aire no va ser ben rebuda per la crítica. El crític Hal Erickson va assenyalar Tot i que no té res d'especial, 'Heroes del Aire' es va considerar digne d'entrar fora de concurs a la selecció oficial del Festival Internacional de Cinema de Sant Sebastià 1957. També va observar: "Tot i que Alfredo Mayo és la veritable estrella d'"Heroes del Aire", l'actuació més destacada és la de la senyora Lina Rosales."